# Hreblea, Mena
Hreblea (în ucraineană Гребля) este un sat în comuna Mîkolaiivka din raionul Mena, regiunea Cernihiv, Ucraina.

## Demografie
Componența lingvistică a localității Hreblea
     Ucraineană (97,48%)
     Alte limbi (0,84%)
Conform recensământului din 2001, majoritatea populației localității Hreblea era vorbitoare de ucraineană (97,48%), existând în minoritate și vorbitori de alte limbi.